# Bernard Draheim
Bernard Draheim (ur. 5 lipca 1918 w Mogilnie, zm. 28 maja 1972 w Kole) – polski lekarz i działacz społeczny, więzień niemieckich obozów koncentracyjnych podczas II wojny światowej.

## Życiorys
Pochodził z rodziny wielodzietnej, jego ojciec był urzędnikiem. W 1937 roku ukończył szkołę średnią i rozpoczął studia na Wydziale Lekarskim Uniwersytetu Poznańskiego.
Po wybuchu wojny podjął pracę w Polskim Czerwonym Krzyżu w Mogilnie. 13 kwietnia 1940 roku został aresztowany przez Gestapo w Inowrocławiu. Następnie został osadzony w obozie w Szczeglinie, a później przeniesiono go do KL Dachau. Następnie trafił do obozu Mauthausen-Gusen, gdzie początkowo pracował w kamieniołomach, a następnie jako sanitariusz w tzw. „rewirze” (izbie chorych) w Gusen. Działał także w obozowym ruchu oporu, będąc koordynatorem współpracy z konspiracyjną grupą hiszpańską.
Po wyzwoleniu obozu 5 maja 1945 roku powrócił do Polski, podejmując przerwane przed wojną studia medyczne, które ukończył w 1948 roku. W sierpniu tego samego roku podjął pracę na oddziale chirurgicznym Szpitala Powiatowego w Kole jako zastępca dr. Bernarda Buszy. Był także lekarzem szkolnym w Szkole Handlowej i założycielem kolskiego pogotowia ratunkowego. W 1953 roku rozpoczął pracę w Przychodni Obwodowej jako jej kierownik.
Był działaczem Związku Bojowników o Wolność i Demokrację i członkiem Komisji Zdrowia. Zmarł 28 maja 1972 roku i został pochowany na cmentarzu rzymskokatolickim w Kole.
W 1947 roku zawarł związek małżeński, miał dwoje dzieci.

## Odznaczenia
Został odznaczony następującymi odznaczeniami:
- Złoty Krzyż Zasługi,
- Odznaka 1000-lecia Państwa Polskiego,
- Odznaka honorowa „Za Zasługi w Rozwoju Województwa Poznańskiego”,
- Krzyż Oświęcimski (pośmiertnie, 1988).

## Upamiętnienie
W 1969 roku w artykule „Lekarze polscy w obozowym ruchu oporu w Gusen” opublikowanym w Przeglądzie Lekarskim przedstawiono jego działalność konspiracyjną. Jego postać ukazana jest także w książce Jerzego Ossuchowskiego „Gusen – przedsionek piekła”, „Mauthausen-Gusen: samoobrona i konspiracja” Stanisława Dobosiewicza oraz w autobiografii „Pięć lat kacetu” Stanisława Grzesiuka, gdzie przeprowadza operację na autorze.